# Fort Benning South
Fort Benning South is een plaats (census-designated place) in de Amerikaanse staat Georgia, en valt bestuurlijk gezien onder Chattahoochee County.

## Demografie
Bij de volkstelling in 2000 werd het aantal inwoners vastgesteld op 11.737.

## Geografie
Volgens het United States Census Bureau beslaat de plaats een oppervlakte van
22,5 km², waarvan 22,2 km² land en 0,3 km² water.

## Plaatsen in de nabije omgeving
De onderstaande figuur toont nabijgelegen plaatsen in een straal van 28 km rond Fort Benning South.